# 宇治十帖
| 源氏物語五十四帖 |        |    |        |
| 各帖のあらすじ   |        |    |        |
| 帖               | 名     | 帖 | 名     |
| 1                | 桐壺   | 28 | 野分   |
| 2                | 帚木   | 29 | 行幸   |
| 3                | 空蝉   | 30 | 藤袴   |
| 4                | 夕顔   | 31 | 真木柱 |
| 5                | 若紫   | 32 | 梅枝   |
| 6                | 末摘花 | 33 | 藤裏葉 |
| 7                | 紅葉賀 | 34 | 若菜   |
| 8                | 花宴   | 35 | 柏木   |
| 9                | 葵     | 36 | 横笛   |
| 10               | 賢木   | 37 | 鈴虫   |
| 11               | 花散里 | 38 | 夕霧   |
| 12               | 須磨   | 39 | 御法   |
| 13               | 明石   | 40 | 幻     |
| 14               | 澪標   | 41 | 雲隠   |
| 15               | 蓬生   | 42 | 匂宮   |
| 16               | 関屋   | 43 | 紅梅   |
| 17               | 絵合   | 44 | 竹河   |
| 18               | 松風   | 45 | 橋姫   |
| 19               | 薄雲   | 46 | 椎本   |
| 20               | 朝顔   | 47 | 総角   |
| 21               | 少女   | 48 | 早蕨   |
| 22               | 玉鬘   | 49 | 宿木   |
| 23               | 初音   | 50 | 東屋   |
| 24               | 胡蝶   | 51 | 浮舟   |
| 25               | 蛍     | 52 | 蜻蛉   |
| 26               | 常夏   | 53 | 手習   |
| 27               | 篝火   | 54 | 夢浮橋 |

宇治十帖（うじじゅうじょう）とは『源氏物語』の第45帖・橋姫から第54帖・夢浮橋までの十帖。

## 概要
この部分は宇治を主要な舞台としているなど、『源氏物語』の他の部分と異なる点が多いことから、他の部分とは分けて考えられる事が多い。『白造紙』、『紫明抄』あるいは『花鳥余情』といった古い時代の文献にも、この部分の巻数だけを「宇治一」、「宇治二」というようにそれ以外の巻とは別立てで数えているものがある等の点から、この部分を分けるやり方は古くから存在したと見られる。また正嘉本源氏物語系図や源氏一品経のように、『源氏物語』54帖から並びの巻を除いた37帖のうち、宇治十帖全体を「宇治」1帖として数え、『源氏物語』全体を28帖であるとしているものもある。

夢浮橋の古蹟（宇治橋西詰）に建つ紫式部像

## 別作者説
この部分については一条兼良の『花鳥余情』、一条冬良の『世諺問答』などが、紫式部の娘である大弐三位が作者であるとしているなど、古くから紫式部が作者ではないとする見解も多い。計量分析においても1957年（昭和32年）の安本美典による論文において、各巻ごとの本文の長さ、個々の文の長さのほか和歌、直喩、声喩、心理描写、色彩語、名詞、用言、助詞、助動詞の出現頻度、品詞の長さの12項目について調べた結果、個々の文の長さと助動詞の出現頻度以外の10項目について偶然では起こりえない違いが存在することから紫式部が作者である可能性が低いとされ、また他の研究者による論文も発表されている。
これに対して、「源氏物語とは異なる作者によることが明かであるが源氏物語の多大な影響の元に成立したと考えられている狭衣物語や手枕といった作品と源氏物語とを上記と同様の計量言語学的手法によって比較したときに算出される差異」は「源氏物語を宇治十帖とその他の部分に分けたものに見いだされる差異」より遙かに大きなものであり、このことから考えると宇治十帖別作者説は成り立たないとする見解も存在する。

## 宇治十帖の各帖
大きく「橋姫」から「早蕨」までの「大君・中君物語」と「宿木」から「夢浮橋」までの「浮舟物語」とに分けられることがある。
- 橋姫
- 椎本
- 総角
- 早蕨
- 宿木
- 東屋
- 浮舟
- 蜻蛉
- 手習
- 夢浮橋（異名:法の師）

## 注
1. ↑  「宇治十帖の作者-文章心理学による作者推定」『文学・語学』1957年4月号。
「文体統計による筆者推定-源氏物語・宇治十帖の作者について」『心理学評論』Vol.2 No.1 心理学評論刊行会 1958年（昭和33年）
安本美典「文章心理学の新領域」『国語学』、日本語学会、1961年6月、2010年7月22日閲覧。（改定版　誠信書房 1966年（昭和41年）
安本美典「文体統計による作者推定について-源氏物語・宇治十帖の作者について」『心理学評論』第2巻第1号、心理学評論刊行会、1958年、147-156ページ。
安本美典「宇治十帖の作者-文章心理学による作者推定」『文学・語学』、朝倉書店、1983年4月、2010年7月22日閲覧。
2. ↑  村上征勝『シェークスピアは誰ですか? 計量文献学の世界』文藝春秋、2004年（平成16年）、125-153頁。ISBN 4-16-660406-6。
3. ↑  西野正彬『宇治十帖は紫式部が書いていない』文芸社、2009年2月。 ISBN 978-4-286-06314-0
4. ↑  新井皓士「源氏物語・宇治十帖の作者問題:一つの計量言語学的アプローチ」（PDF）『一橋論叢　一橋大学 一橋学会一橋論叢編集』第117巻第3号、日本評論社、1997年3月1日、397-413頁、2010年7月22日閲覧。